# Журман Ілля Васильович
Журман Ілля Васильович (бл. 1720—1783) — Генеральний суддя, обраний в 1756 році за правління гетьмана Кирила Розумовського, Генеральний суддя Генерального суду (1770—1778 рр.), член Другої Малоросійської колегії (1779—1781 рр.) під час Глухівського періоду в історії України, перший намісник Новгород-Сіверського намісництва (1782—1783 рр.), бунчуковий товариш, дійсний статський радник (1783 р.).

## Освіта та початок діяльності
Ілля Журман здобув освіту 1738 в Києво-Могилянській академії
Почав діяльність у 1738 р. у війську Запорізькому. 1739 призначений військовим канцеляристом Генеральної Військової Канцелярії. 1745 отримав ранг бунчукового товариша у Стародубському полку.

## Володіння
1754 отримав 108 дворів і бездвірних хат у м. Баришивці Переяславського полку (нині Київська область) та передмістях. Після смерті маєтності та кріпаки І.Журмана перейшли у спадок Михайлу Гудовичу.

### Урядування в Глухові
Обійняв уряд Генерального судді 4 жовтня 1756 року за правління гетьмана Кирила Розумовського.
1770 за існування Другої Малоросійської колегії у званні дійсний статський радник був призначений Генеральним суддею Генерального суду (до 1778 року) разом із суддею Олександром Дублянським. 1779 як Генеральний суддя увійшов до складу Другої Малоросійської колегії (до 1781 року).

## Діяльність у Новгород-Сіверському
29 січня 1782 р. імператриця Катерина ІІ своїм указом призначає Іллю Журмана першим намісником Новгород-Сіверського намісництва.
Будучи заможною людиною І. Журман фінансує будівництво теплої кам'яної церкви святого пророка Іллі на території Новгород-Сіверського Спасо-Преображенського монастиря.
Після передчасної смерті у 1785 р. тіло Іллі Журмана тимчасово поховали у підземеллі надбрамної дзвіниці монастиря.
Заповіт було виконано лише через два роки. У 1787 р. тіло Журмана було поховано у вівтарі храму в ім'я святого пророка Іллі. Іконостас цієї церкви, що була прибудована до настоятельского корпусу також був споруджений і позолочений коштом Журмана.
У церкві св. Іллі згодом була також похована і дружина Гапка Журман. Вона всіляко сприяла будівництву і пожертвувала на його завершення майже 1.500 карбованців. Іллінська церква не збереглась. Вона була зруйнована під час Другої світової війни

## Родина
Батько Василь Журман (? — бл. 1724)
Мати Хросина Губчиц. Однак виховував вітчим — Іван Лашкевич (? — 1765), що був у 1740—1746 рр. стародубським городовим отаманом.
Одружився з родичкою графів Розумовських Гапкою Давидівною Стрешенець. Однак у них не було дітей. Тому рід Журманів у кінці 18 століття згас.